# Contea di Madison (Georgia)
La contea di Madison (in inglese Madison County) è una contea dello Stato della Georgia, negli Stati Uniti. La popolazione al censimento del 2000 era di 25 730 abitanti. Il capoluogo di contea è Danielsville.